# 존 드 구루취
존 W. 드 구루취(John W. de Gruchy, 1939년 3월 18일 - )는 남아공의 프리토리아에서 태어난 신학자로 안티-아파르트헤이트(Anti- Apartheid, 반 인종차별주의)지도자이며, 칼 바르트 상을 수상받는 사람이며, 케이프타운 대학에서 로버트 셀비 테일러(Robert SelbyTaylor) 조직신학 교수와 스텔론부쉬 대학의 특임교수였다.
1973년부터 2004년까지 케이프타운 대학에서 재직하다가 2005년부터는 명예 교수로 있으며, 1972년 창간 때부터 2000년까지의 신학지, 'Journal of Theology for Southern Africa'의 편집을 맡아왔다. 저술로는 The Church Struggle in South Africa(1979), Christianity and Democracy: A Theology for a Just World Order (1995), Christianity, Art, and Transformation: A Study in Theological Aesthetics, Bonhoeffer (2001)에 관한 4권의 단행본 등 다수가 있다.

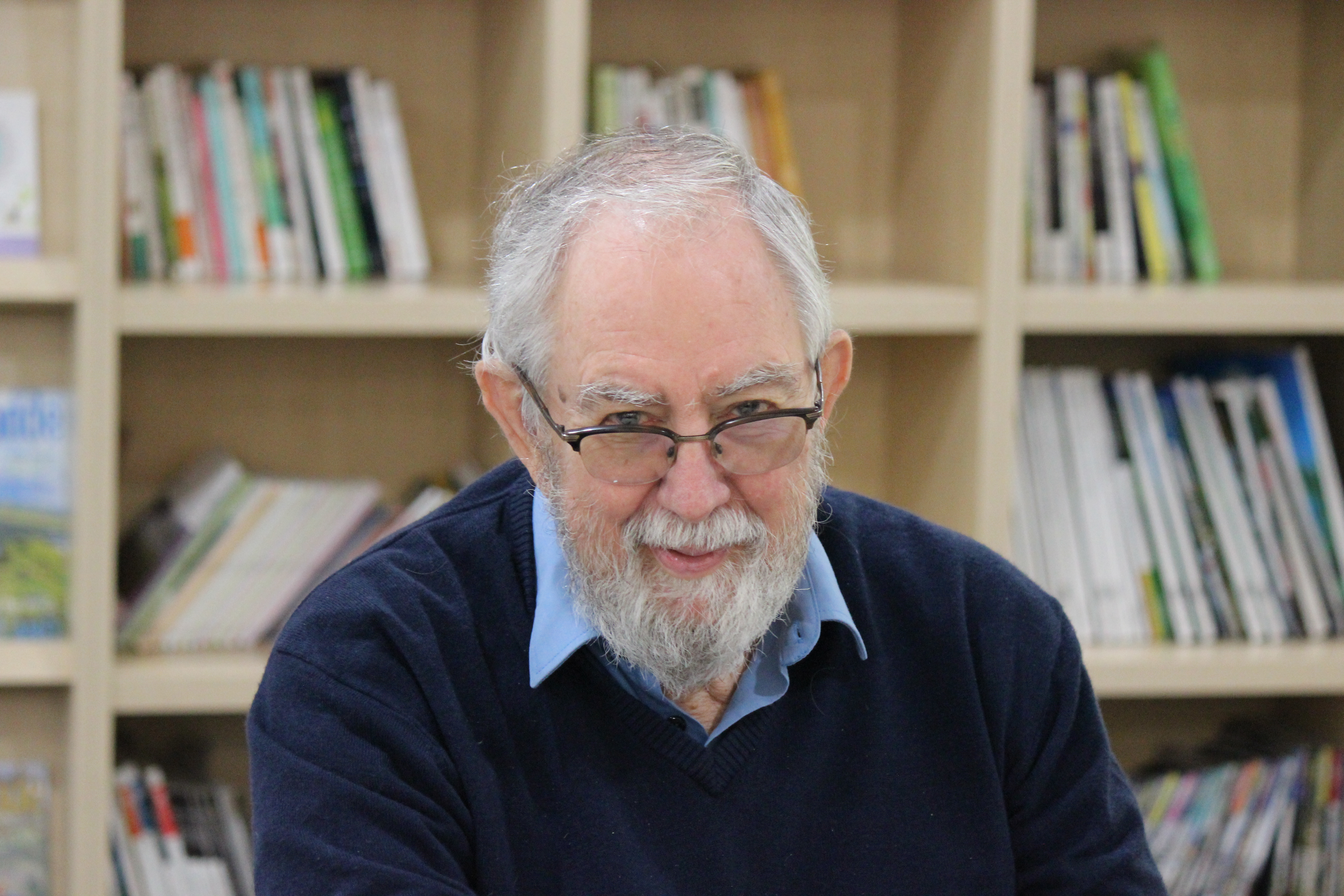
2017년 10월 20일 소망수양관에서 종교개혁500주년기념 공동학술대회에서 발표하는 존 W. 드 구루취 박사

그는 남아공의 민주화 과정에서 학문적으로만 아니라 실천적으로도 지대한 영향력을 발휘해 왔으며 국제적인 본회퍼 학자이기도 하다. 보관됨 2017-09-28 - 웨이백 머신 존 W. 드 그러취의 <자유케 하는 개혁신학>(Liberating Reformed Theology: A South African Contribution to an Ecumenical Debate)은 남아공에서 가장 상황화된 조직신학 입문서다. 50여 년에 걸쳐 남아공교회에서 펼쳐진 상황신학을 개혁신학의 관점에서 창의적으로 대화하여, 개혁신학의 고유한 모호성의 근원을 밝히는 데 주안점을 두고 있다. 또한 교회의 본질을 회복하는 것은 물론, 사명을 이루기 위한 교회일치의 필요에 대해서도 남아공 교회의 관점으로 논의한다. 이 책은 개혁신학의 회복을 위한 방법론도 제시하고 있다. 2017년 10월 20일과 21일 500년 되는 종교개혁500주년기념일으로 한국기독교학회, 한국복음주의신학회, 한국개혁신학회를 비롯한 한국의 전체학회가 주관하는 10월 20일 주 강사로 발표하였다. 발표제목은 "세상의 생명을 위한 말씀과 성령의 변혁운동으로서의 종교개혁"이다.

## 교육배경
Rhodes University: Bachelor of Arts
Rhodes University: Bachelor of Divinity
Chicago Theology Seminary: Master of Theology
Chicago Theological Seminary Awarded in 2002: Doctor of Literature, Doctor of Divinity
Rhodes University Awarded in 2004: Doctor of Literature
University of Cape Town: Doctor of Social Science

## 같이 보기
- 종교개혁500주년기념일

## 작품
- 《Christianity, Art and Transformation: Theological Aesthetics in the Struggle for Justice》. Cambridge University Press. 2001. ISBN 978-0-521-77205-1.
- 《Reconciliation: Restoring Justice》. Fortress Press. 2002. ISBN 978-1-4514-1161-4.
- 《Confessions of a Christian Humanist》. Fortress Press. 2006. ISBN 978-0-8006-3824-5.
- 《Being Human: Confessions of a Christian Humanist》. SCM. 2006. ISBN 978-0-334-02979-3.
- 《John Calvin: Christian Humanist and Evangelical Reformer》. Wipf and Stock. 2013. ISBN 978-1-62032-773-9.
- Being Led into Mystery: Faith seeking answers in life and death.
- 《A theological odyssey: My life in writing》. AFRICAN SUN MeDIA. 2014. ISBN 978-1-920689-43-8.
- 《Bonhoeffer and South Africa: Theology in Dialogue》. W.B. Eerdmans. 1984. ISBN 978-0-8028-0042-8.
- 《Sawdust and Soul: A Conversation about Woodworking and Spirituality》. Wipf and Stock. 2014. ISBN 978-1-63087-737-8., written with William Everett, which brings together his interest in woodworking, furniture making, and spirituality. His books have been translated into German. Korean, Japanese and Swedish.